# Ero spinipes
Ero spinipes är en spindelart som först beskrevs av Hercule Nicolet 1849.  Ero spinipes ingår i släktet Ero och familjen kaparspindlar. Inga underarter finns listade i Catalogue of Life.